# Пипи Дългото чорапче (сериал, 1997)
„Пипи Дългото чорапче“ (на английски: Pippi Longstocking) е анимационен сериал, продуциран от AB Svensk Filmindustri, TaurusFilm, TFC Trickompany Filmproduktion и Nelvana и е базиран на едноименната поредица от книги, написани от Астрид Линдгрен. Той е съвместна продукция между Канада, Германия и Швеция. Това е първият път, в която популярната героиня от литературата е анимирана. Като спиноф на едноименната анимация през 1997 г., сериала пренебрегва филма и започва с нов сюжет.
Сериалът се излъчва по Teletoon в Канада на 17 октомври 1997 г., денят, в който канала е създаден. Той е също излъчен по HBO и HBO Family в САЩ, Nickelodeon в Латинска Америка и Бразилия, Channel 4, Pop и Pop Girl във Великобритания, Australian Broadcasting Corporation in Австралия, Boing в Италия, Cartoon Network в Азия, Arutz HaYeladim в Израел, Cartoon Network и TV Tokyo в Япония, както и ZDF и Disney Channel в Германия. По-късно е излъчен по YTV в Канада, Qubo в САЩ, TF1 и France 5 във Франция, Boomerang в Япония, както и Disney Junior и KiKa в Германия.

## В България
В България сериалът се излъчва по БНТ 1 между 2007 до 2009 г., в който се излъчва всяка събота и неделя сутрин. Българския дублаж е войсоувър, и е обработен от главна редакция „Кино“. Екипът се състои от:
| Преводач            | Снежана Славкова                                                                    |
| Редактор            | Веселина Пършорова                                                                  |
| Тонрежисьор         | Елеонора Карагьозова                                                                |
| Режисьор на дублажа | Петър Чернев                                                                        |
| Озвучаващи артисти  | Ася Рачева Петя Миладинова Даниела Горанова Здравко Методиев Стефан Сърчаджиев-Съра |

### Издания на DVD в България
Всички епизоди са издавани на пет DVD-та от А+Films на 8 декември 2014 г. с втори войсоувър дублаж, записан в Андарта Студио.